# Mistrovství Evropy v atletice 1986

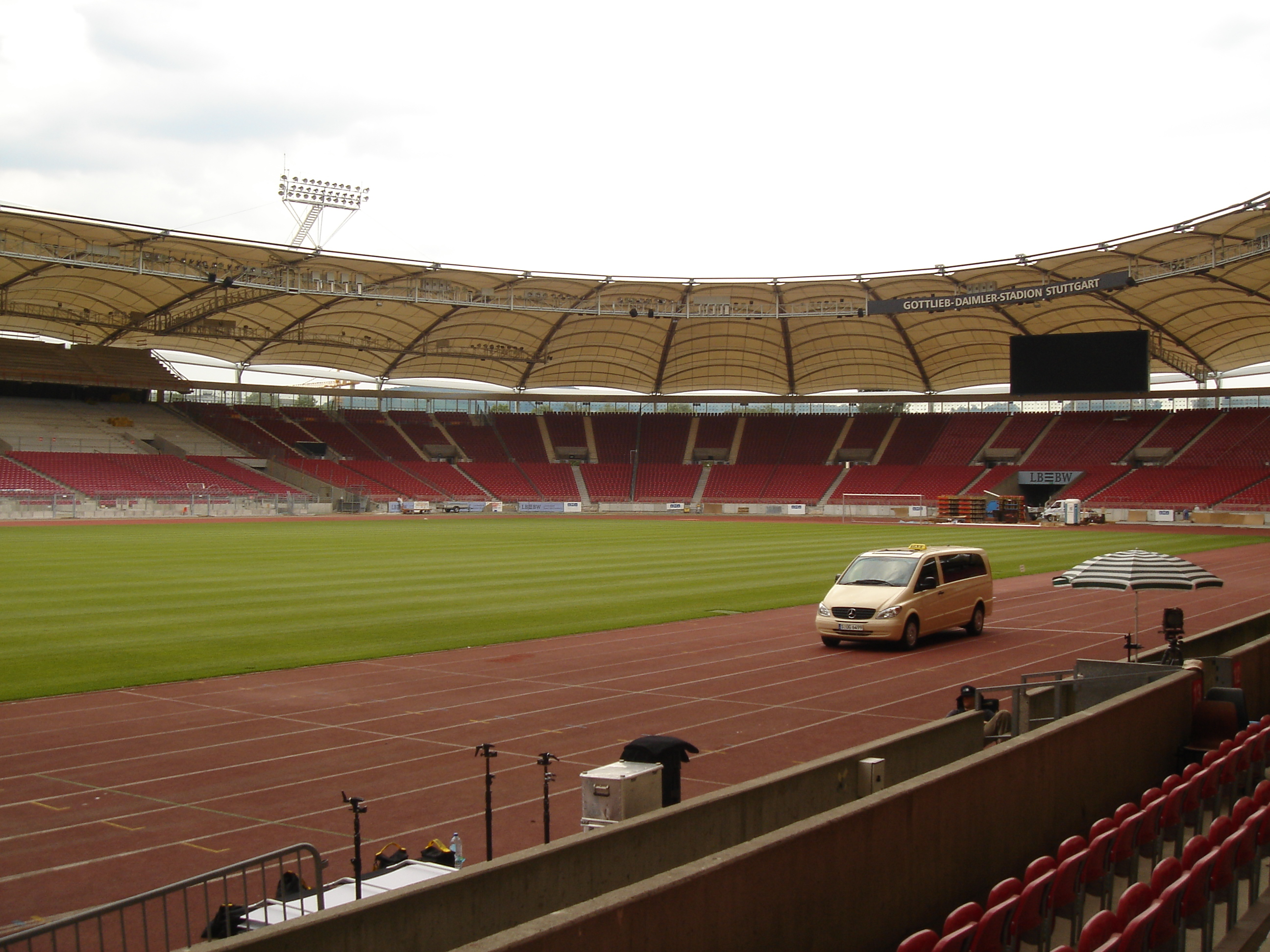
Gottlieb-Daimler-Stadion v roce 2005

14. mistrovství Evropy v atletice se uskutečnilo ve dnech 29. srpna – 3. září 1986 v tehdy západoněmeckém Stuttgartu. Atletické disciplíny probíhaly na Neckarstadionu. Na témže stadionu se konalo také mistrovství světa v atletice v roce 1993 a v letech 2006 – 2008 zde probíhalo Světové atletické finále.
Na tomto šampionátu ženy poprvé startovaly v běhu na 10 000 metrů a v chůzi na 10 km.

## Medailisté

### Muži
| Soutěž            | Zlato                                                                                    | Stříbro                                                                   | Bronz                                                                                      |
| ----------------- | ---------------------------------------------------------------------------------------- | ------------------------------------------------------------------------- | ------------------------------------------------------------------------------------------ |
| 100 m             | Linford Christie 10,15                                                                   | Steffen Bringmann 10,20                                                   | Bruno Marie-Rose 10,21                                                                     |
| 200 m             | Vladimir Krylov 20,52                                                                    | Jürgen Evers 20,75                                                        | Andrej Fedoriv 20,84                                                                       |
| 400 m             | Roger Black 44,59                                                                        | Thomas Schönlebe 44,63                                                    | Matthias Schersing 44,85                                                                   |
| 800 m             | Sebastian Coe 1:44,50                                                                    | Tom McKean 1:44,61                                                        | Steve Cram 1:44,88                                                                         |
| 1500 m            | Steve Cram 3:41,09                                                                       | Sebastian Coe 3:41,67                                                     | Han Kulker 3:42,11                                                                         |
| 5000 m            | Jack Buckner 13:10,15                                                                    | Stefano Mei 13:11,57                                                      | Tim Hutchings 13:12,88                                                                     |
| 10 000 m          | Stefano Mei 27:41,03                                                                     | Alberto Cova 27:57,93                                                     | Salvatore Antibo 28:00,25                                                                  |
| Maraton           | Gelindo Bordin 2.10:54                                                                   | Orlando Pizzolato 2.10:57                                                 | Herbert Steffny 2.11:30                                                                    |
| 110 m překážek    | Stéphane Caristan 13,20                                                                  | Arto Bryggare 13,42                                                       | Carlos Sala 13,50                                                                          |
| 400 m překážek    | Harald Schmid 48,65                                                                      | Alexandr Vasiljev 48,76                                                   | Sven Nylander 49,38                                                                        |
| 3000 m překážek   | Hagen Melzer 8:16,65                                                                     | Francesco Panetta 8:16,85                                                 | Patriz Ilg 8:16,92                                                                         |
| Štafeta 4 × 100 m | Sovětský svaz 38,29 Alexandr Jevgeněv Nikolaj Jusčmanov Vladimir Muravjov Viktor Bryzgin | NDR 38,64 Thomas Schröder Steffen Bringmann Olaf Prenzler Frank Emmelmann | Spojené království 38,71 Elliot Bunney Daley Thompson Michael McFarlane Linford Christie   |
| Štafeta 4 × 400 m | Spojené království 2:59,84 Derek Redmond Kriss Akabusi Brian Whittle Roger Black         | Západní Německo 3:00,17 Klaus Just Edgar Itt Harald Schmid Ralf Lübke     | Sovětský svaz 3:00,47 Vladimir Prosin Vladimir Krylov Arkadij Kornilov Alexandr Kurotčikin |
| Chůze na 20 km    | Jozef Pribilinec 1.21:15                                                                 | Maurizio Damilano 1.21:17                                                 | Miguel Ángel Prieto 1.21:36                                                                |
| Chůze na 50 km    | Hartwig Gauder 3.40:55                                                                   | Vjačeslav Ivaněnko 3.41:54                                                | Valerij Suncov 3.42:38                                                                     |
| Skok do výšky     | Igor Paklin 2,34 m                                                                       | Sergej Malčenko 2,31 m                                                    | Carlo Thränhardt 2,31 m                                                                    |
| Skok o tyči       | Sergej Bubka 5,85 m                                                                      | Vasilij Bubka 5,75 m                                                      | Philippe Collet 5,75 m                                                                     |
| Skok daleký       | Robert Emmijan 8,41 m                                                                    | Sergej Lajevskij 8,01 m                                                   | Giovanni Evangelisti 7,92 m                                                                |
| Trojskok          | Christo Markov 17,66 m                                                                   | Māris Bružiks 17,33 m                                                     | Oleg Procenko 17,28 m                                                                      |
| Vrh koulí         | Werner Günthör 22,22 m                                                                   | Ulf Timmermann 21,84 m                                                    | Udo Beyer 20,74 m                                                                          |
| Hod diskem        | Romas Ubartas 67,08 m                                                                    | Georgij Kolnootčenko 67,02 m                                              | Vaclavas Kidykas 66,32 m                                                                   |
| Hod kladivem      | Jurij Sedych 86,74 m                                                                     | Sergej Litvinov 85,74 m                                                   | Igor Nikulin 82,00 m                                                                       |
| Hod oštěpem       | Klaus Tafelmeier 84,76 m                                                                 | Detlef Michel 81,90 m                                                     | Viktor Jevsjukov 81,80 m                                                                   |
| Desetiboj         | Daley Thompson 8 811 bodů                                                                | Jürgen Hingsen 8 730 bodů                                                 | Siegfried Wentz 8 676 bodů                                                                 |

### Ženy
| Soutěž            | Zlato                                                                           | Stříbro | Bronz                                                                                        |
| ----------------- | ------------------------------------------------------------------------------- | --- | -------------------------------------------------------------------------------------------- |
| 100 m             | Marlies Göhrová 10,91                                                           | Anelia Nunevaová 11,04                                                                                      | Nelli Coomanová 11,08                                                                        |
| 200 m             | Heike Drechslerová 21,71                                                        | Marie-Christine Cazierová 22,32                                                                             | Silke Möllerová 22,49                                                                        |
| 400 m             | Marita Kochová 48,22                                                            | Olga Vladykinová 49,67                                                                                      | Petra Müllerová 49,88                                                                        |
| 800 m             | Naděžda Olizarenková 1:57,15                                                    | Sigrun Wodarsová 1:57,42                                                                                    | Ljubov Gurinová 1:57,73                                                                      |
| 1500 m            | Ravilja Agletdinovová 4:01,19                                                   | Taťána Dorovskichová 4:02,36                                                                                | Doina Melinteová 4:02,44                                                                     |
| 3000 m            | Olga Bondarenková 8:33,99                                                       | Maricica Puicăová 8:35,92                                                                                   | Yvonne Murrayová 8:37,15                                                                     |
| 10 000 m          | Ingrid Kristiansenová 30:23,25                                                  | Olga Bondarenková 30:57,21                                                                                  | Ulrike Brunsová 31:19,76                                                                     |
| Maraton           | Rosa Motaová 2.28:38                                                            | Laura Fogliová 2.32:52                                                                                      | Jekatěrina Chramenkovová 2.34:18                                                             |
| 100 m překážek    | Jordanka Donkovová 12,38                                                        | Cornelia Oschkenatová 12,55                                                                                 | Ginka Zagorčevová 12,70                                                                      |
| 400 m překážek    | Marina Stěpanovová 53,32                                                        | Sabine Buschová 53,60                                                                                       | Cornelia Feuerbachová 54,13                                                                  |
| Štafeta 4 × 100 m | NDR 41,84 Silke Möllerová Sabine Güntherová Ingrid Auerswaldová Marlies Göhrová | Bulharská lidová republika 42,68 Ginka Zagorčevová Anelia Nunevaová Naděžda Georgijevová Jordanka Donkovová | Sovětský svaz 42,74 Antonia Nastuburková Natalia Bočinová Marina Žirovová Olga Solotarjevová |
| Štafeta 4 × 400 m | NDR 3:16,87 Kirsten Emmelmannová Sabine Buschová Petra Müllerová Marita Kochová | Západní Německo 3:22,80 Gisela Kinzelová Ute Thimmová Heidi-Elke Gaugelová Gaby Bußmannová                  | Polsko 3:24,65 Ewa Kasprzyková Marzena Wojdecká Elżbieta Kapustaová Genowefa Błaszaková      |
| Chůze na 10 km    | Marí Cruz Díazová 46:09                                                         | Ann Jansonová 46:13                                                                                         | Siv Vera-Ibáñez 46:19                                                                        |
| Skok do výšky     | Stefka Kostadinovová 2,00 m                                                     | Světlana Isajevová 1,93 m                                                                                   | Olga Turčaková 1,93 m                                                                        |
| Skok daleký       | Heike Drechslerová 7,27 m                                                       | Galina Čisťakovová 7,09 m                                                                                   | Helga Radtkeová 6,89 m                                                                       |
| Vrh koulí         | Heidi Kriegerová 21,10 m                                                        | Ines Müllerová 20,81 m                                                                                      | Natalja Achrimenková 20,68 m                                                                 |
| Hod diskem        | Diana Sachseová 71,36 m                                                         | Cvetanka Christovová 69,52 m                                                                                | Martina Opitzová 68,26 m                                                                     |
| Hod oštěpem       | Fatima Whitbreadová 76,32 m                                                     | Petra Felkeová 72,52 m                                                                                      | Beate Petersová 68,04 m                                                                      |
| Sedmiboj          | Anke Vaterová 6 717 bodů                                                        | Natalia Sčubenkovová 6 645 bodů                                                                             | Judy Simpsonová 6 623 bodů                                                                   |

## Medailové pořadí
| Umístění | Stát                             | Zlato | Stříbro | Bronz | Celkem |
| -------- | -------------------------------- | ----- | ------- | ----- | ------ |
| 1.       | Sovětský svaz                    | 11    | 13      | 12    | 36     |
| 2.       | Německá demokratická republika   | 11    | 10      | 8     | 29     |
| 3.       | Spojené království               | 8     | 2       | 5     | 15     |
| 4.       | Bulharská lidová republika       | 3     | 4       | 1     | 8      |
| 5.       | Itálie                           | 2     | 6       | 2     | 10     |
| 6.       | Západní Německo                  | 2     | 4       | 5     | 11     |
| 7.       | Francie                          | 1     | 1       | 2     | 4      |
| 8.       | Španělsko                        | 1     | 0       | 2     | 3      |
| 9.       | Československo                   | 1     | 0       | 0     | 1      |
| 9.       | Norsko                           | 1     | 0       | 0     | 1      |
| 9.       | Portugalsko                      | 1     | 0       | 0     | 1      |
| 9.       | Švýcarsko                        | 1     | 0       | 0     | 1      |
| 13.      | Švédsko                          | 0     | 1       | 2     | 3      |
| 14.      | Rumunská socialistická republika | 0     | 1       | 1     | 2      |
| 15.      | Finsko                           | 0     | 1       | 0     | 1      |
| 16.      | Nizozemsko                       | 0     | 0       | 2     | 2      |
| 17.      | Polsko                           | 0     | 0       | 1     | 1      |